# Надія (готель)
Готель «Надія» — тризірковий готель у місті Івано-Франківську, найбільший готельний комплекс міста.
Спочатку мав назву «Україна», споруджений у 1970-х роках за типовим проєктом, прив'язку якого виконала Лукія Крип'якевич-Лукомська.
У грудні 2016 року сайт Galka. if.ua визнав “Надію” готелем року на Прикарпатті, генерального директора Маргариту Бойко - готельєром року, а туроператора “Надії” - туроператором року 2016.

## Історія
Готель «Україна» побудовано в 1975 році на місці знесених індивідуальних будинків і військових складів за типовим проєктом, прив'язку якого до місцевості виконала Лукія Крип'якевич-Лукомська.  

## Опис
Номери, а також коридори та хол готелю прикрашають картини відомих[джерело?] художників: Ореста Костіва, Михайла Тимчука, Зої Слободян, Ірини Погрібної, Яремака.
- 244 номери (380 місць)
- автостоянка на 150 місць
- чотири комфортних конференц-зали (зал № 1 300 місць, зал № 1А — 100 місць, зал № 2 — 100 місць, зал № 3 — 100 місць, зал № 4 — 35 місць)
- туристичний оператор "Надія" (цікаві екскурсії по місту та області, відпочинок за кордоном)

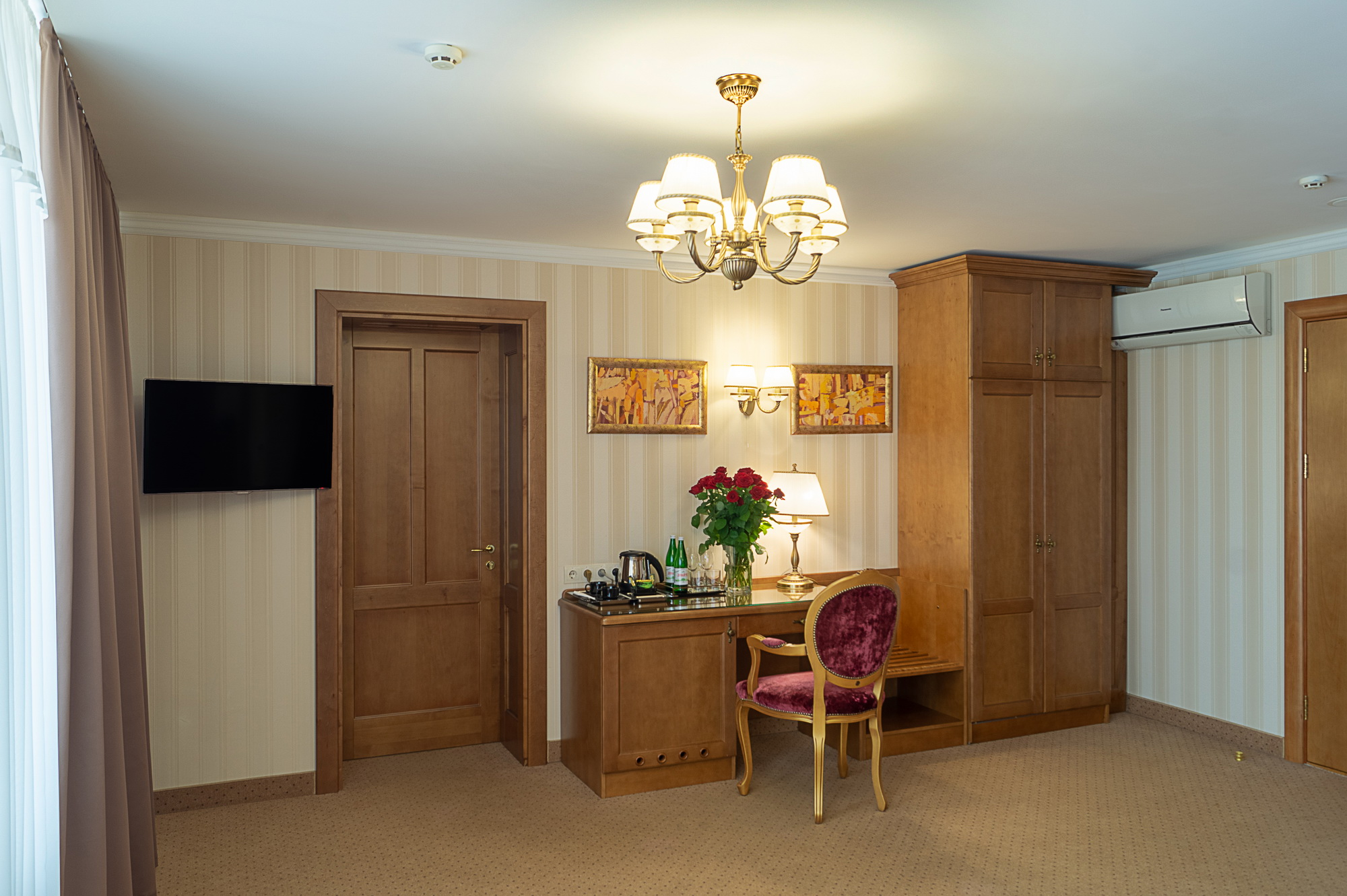
номер "Люкс"
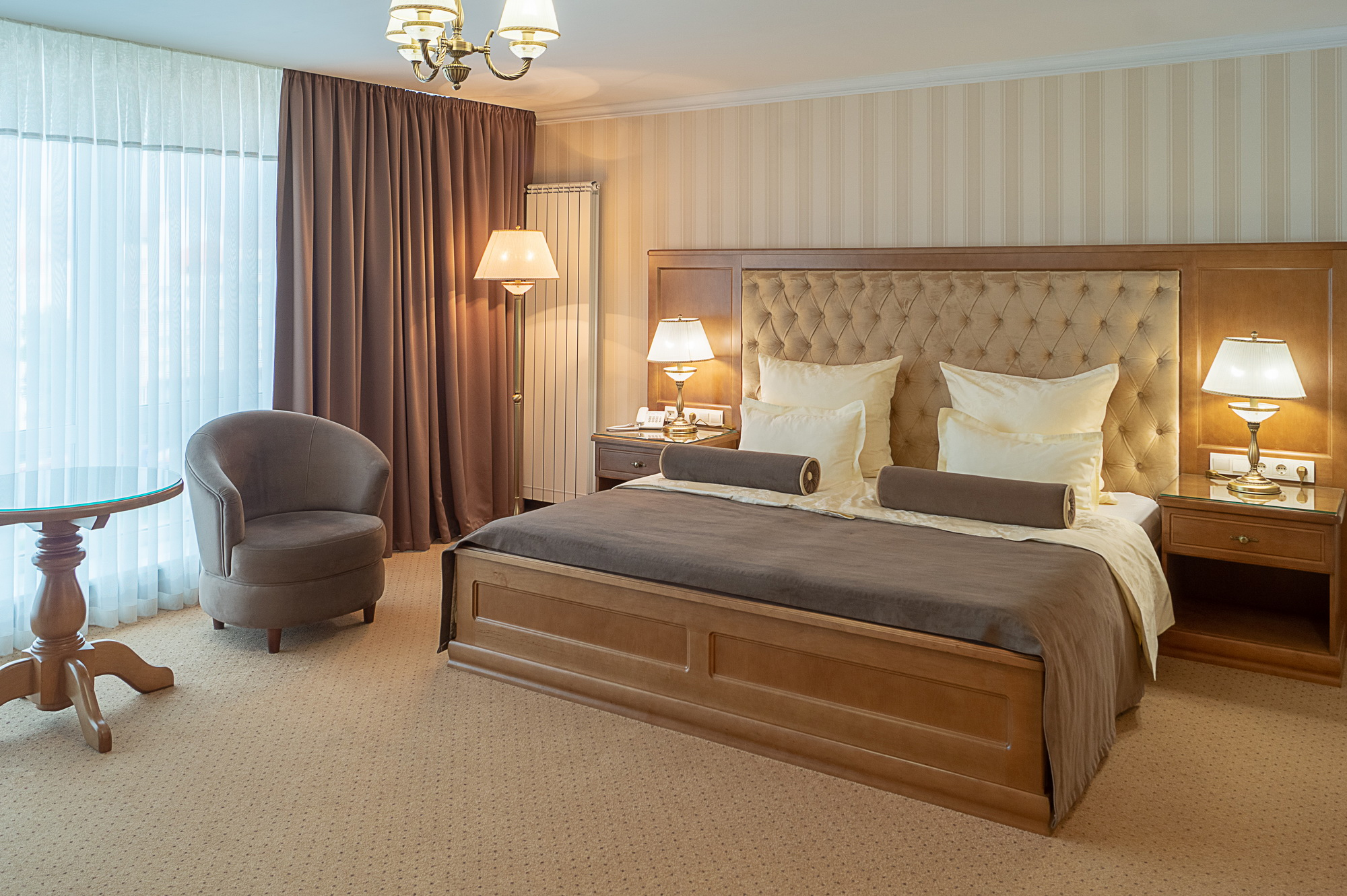
номер "Люкс"
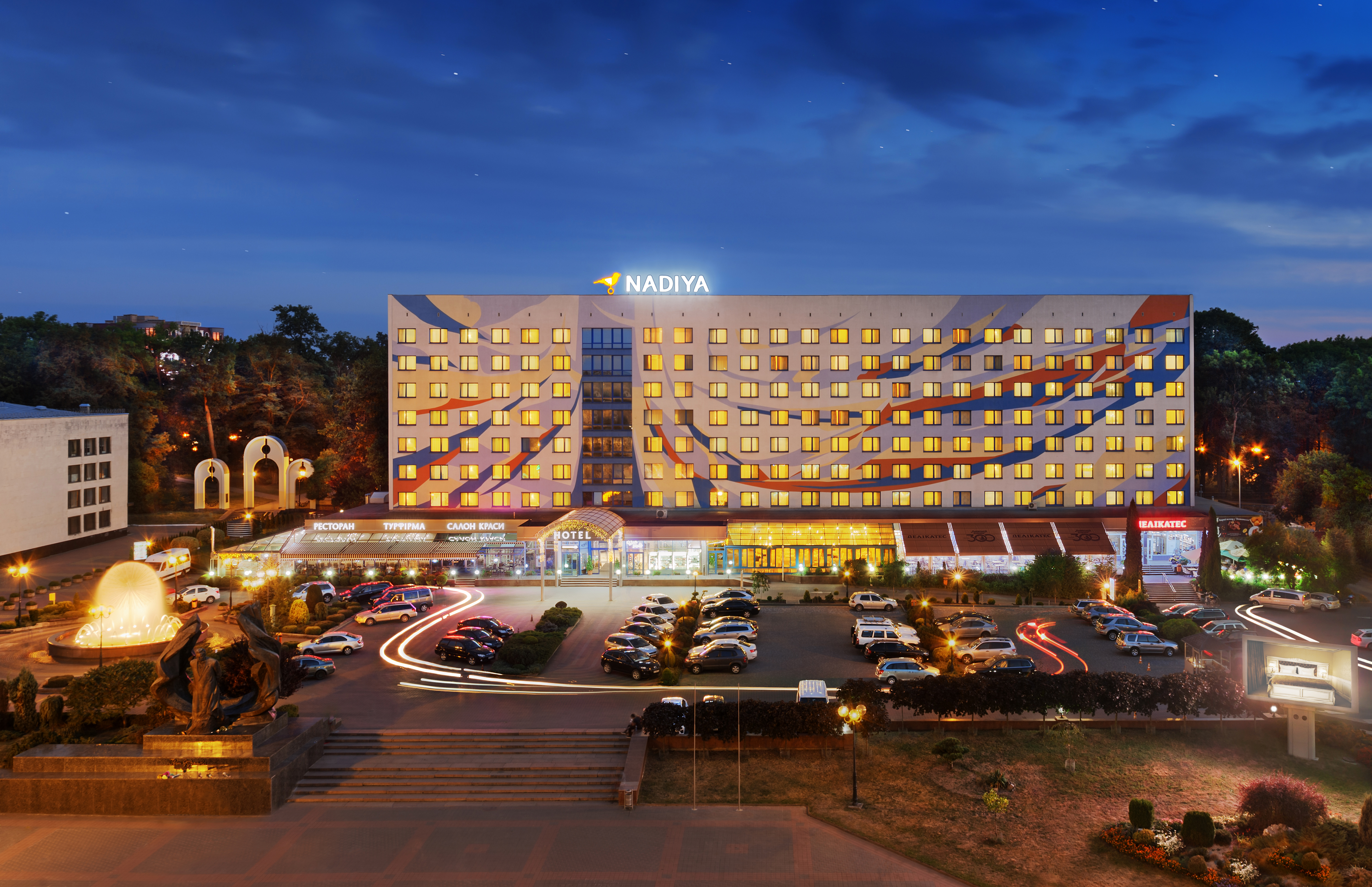
готель "Надія"
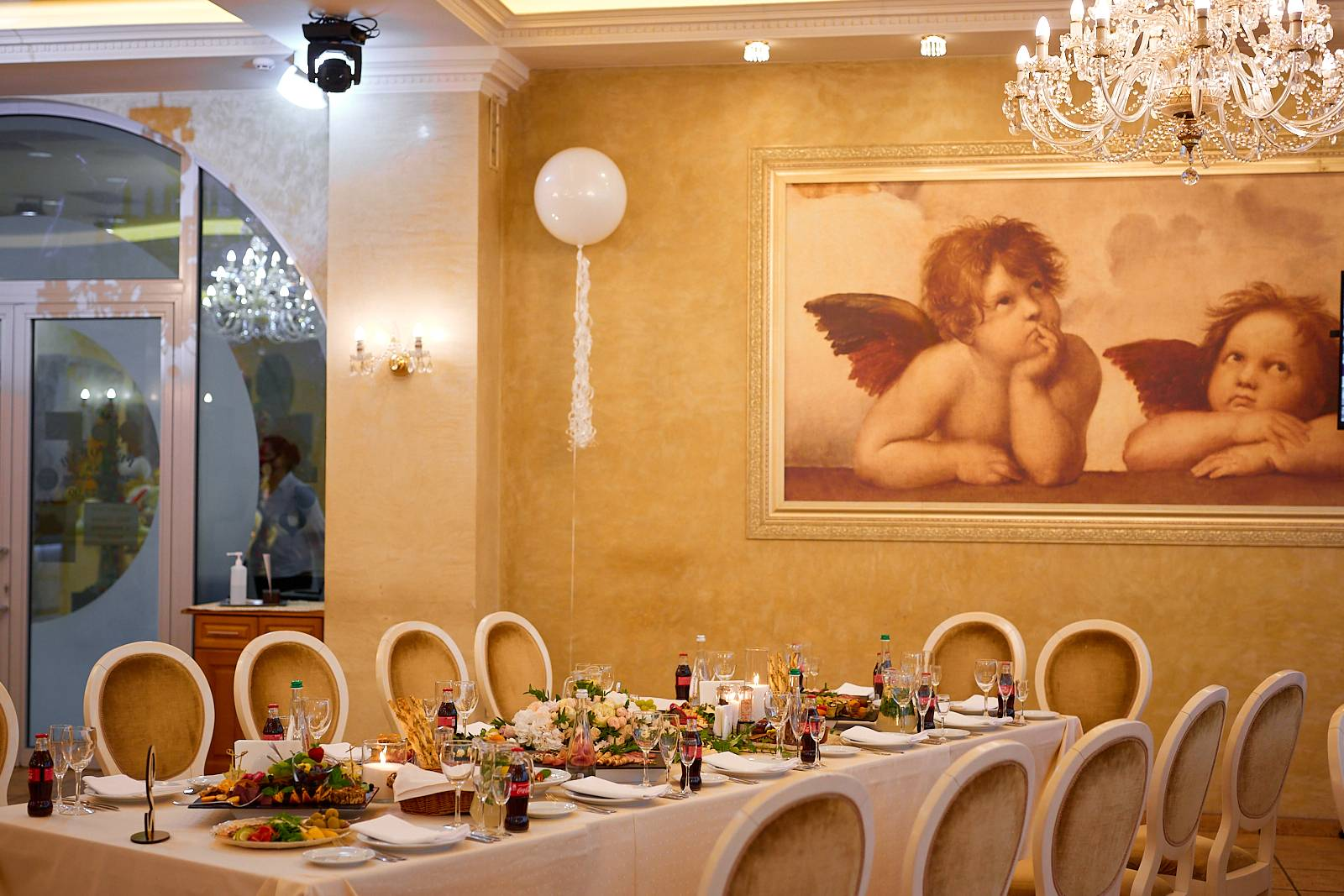
зал "Європейський"

На площі перед готелем знаходиться Пам'ятник Іванові Франку (Івано-Франківськ), а поруч - Івано-Франківський національний академічний драматичний театр ім. Івана Франка.

## Відомі особистості, що зупинялися в готелі
- Небір Володимир,
- Збігнєв Бжезинський,
- Кріс Норман,
- Святослав Вакарчук,
- Мирослав Попович,
- Патріарх Філарет,
- Володимир Зеленський,
- Андрій Кузьменко,
- Святослав Шевчук,
- Віталій Кличко,
- Леонід Кравчук,
- Леонід Кучма,
- Віктор Ющенко,
- Юлія Тимошенко,
- Віктор Павлік,
- Ніна Матвієнко,
- Сергій Бубка,
- Василь Вірастюк,
- Яценюк Арсеній,
- Володимир Гройсман,
- Вахтанг Кікабідзе,
- Анатолій Гриценко,
- Dan Balan,
- Ольга Полякова,
- Руслана Лижичко,
- Ніно Катамадзе,
- Тамара Гвердцителі.